# Brookline (Massachusetts)
 For alternative betydninger, se Brookline. (Se også artikler, som begynder med Brookline)
Brookline er en by i Norfolk County, Massachusetts, USA, der støder op til byerne Boston og Newton.

## Berømte personer fra Brookline
- Francis Ouimet - golfspiller.
- Conan O'Brien - komiker og talkshowvært.
- John F. Kennedy - Amerikas 35. præsident.